# Agathonas Iakovidis
Agathonas Iakovidis, en griego: Αγάθωνας Ιακωβίδης (Langadas, Salónica, 2 de enero de 1955 - 5 de agosto de 2020) fue un cantante griego de folk. Representó a Grecia en el Festival de la Canción de Eurovisión 2013 que se celebró en Malmö, Suecia junto al grupo Koza Mostra con la canción "Alcohol is free". Obtuvieron el sexto lugar en la final.

## Carrera
Agathonas Iakovidis nació en Salónica en 1955. Sus padres eran refugiados de Anatolia. Fue un estudiante autodidacta. Agathonas participó profesionalmente en la música desde 1973. Después de unos años, lanzó su primer disco en 1977. Después lanzó varios discos más. 

## Muerte
El 5 de agosto de 2020 fue encontrado muerto en su cama. La causa de su fallecimiento fue un infarto agudo de miocardio.

## Discografía

### Álbumes de estudio
- 1992: Rembetiko SIgkrotima Thessalonikis
- 1996: Tou Teke Ke Tis Tavernas
- 1998: Tin Ida Apopse Laika
- 1999: Rembetika Doueta
- 2001: Ta Rembetika Tis Ergatias
- 2005: Tik Tik Tak
- 2008: Ftohopedo Me Gnorises y Alla Tragouida Tis Ergatias
- 2010: Rembetika Portreta CD2
- 2011: Ta Rembetika Tou Agathona Iakovidi

### Sencillos
- 2013: «Alcohol Is Free»